# Β Живописця
β Живописця (β Pictoris, HD39060) — хімічно пекулярна зоря спектрального класу
A3, яка має видиму зоряну величину в смузі V приблизно 3,8.
Вона лежить у сузір'ї Живописця й розташована на відстані близько 63 світлових років від Сонця. Зоря має навколозоряний диск та одну планету, β Живописця b, яка обертається на відстані 9 а.о. від зорі.

## Фізичні характеристики
Зоря має масу 1,75 М☉ і радіус 1,8 R☉. Температура поверхні зорі становить 8056 К, а її вік — близько 12 мільйонів років. Для порівняння, вік Сонця приблизно 4,6 млрд років і його температура 5778 К. Металічність зорі ([Fe/Н]) становить 0,06 сонячної.
Зоря досить швидко обертається навколо своєї осі. Проєкція її екваторіальної швидкості на промінь зору становить Vsin(i)=130км/сек. Світність зорі у 8,7 разів більше за сонячну.
Видима зоряна величина становить 3.85, її можна побачити неозброєним оком.